# 坪井秀次
坪井 秀次（つぼい しゅうじ、1971年 - ）は、日本の経営学者・行政学者・イノベーション学者（経営学・行政学・イノベーション学、組織イノベーション、マネジメントサイクル、地方自治制度・非営利組織）。学位は、　博士（学術）：静岡県立大学　経営情報イノベーション研究科・同専攻（2020年）、修士（政策研究）：国立大学法人　政策研究大学院大学（2013年）。旧天竜市役所に入庁、2005年の12市町村合併後、浜松市役所での勤務、2021年浜松学院大学現代コミュニケーション学部地域共創学科講師、2024年同准教授を経て、2024年10月から静岡大学グローバル共創科学部グローバル共創科学科准教授（現職）。

## 来歴
静岡県浜松市（旧天竜市）出身。1994年、静岡県立大学経営情報学部を卒業し、学士（経営情報学）の学位を取得。1995年に旧天竜市役所に入庁し、企画財政課にて、総合計画の策定や行政評価、予算・決算・起債管理などに従事する。
2005年の12市町村合併を経て、浜松市役所に勤務した。2008年4月より中区役所（現・中央区）区振興課にて、広報を担当して、全国広報コンクール広報紙部門（都道府県・政令指定都市部）で第1席を2年連続で受賞している（日本広報協会主催）。企画課では、2度目の総合計画の策定、三遠南信の広域行政の推進、大都市制度（道州制、しずおか型特別自治市制度）などの実現に向けて尽力した。また、産業振興課にて、はままつ産業イノベーション構想の改訂、ベンチャー関連事業の立ち上げ、公益財団法人浜松地域イノベーション推進機構派遣（ロボット、IoT、AI、フォトン担当）により地域の企業支援として課題解決に従事し、事務次長に就任している。
2020年には、天竜区役所まちづくり推進課にて、まちづくりや地域振興に尽力し、2021年に他の職員の模範として、浜松市天竜区長賞を授与された。
この間、2013年には、政策研究大学院大学（GRIPS）地域政策プログラム修士課程で学び、修士（政策研究）を修了している。また、2020年3月には、静岡県立大学大学院より、博士（学術）の学位を授与され、博士学位論文が静岡県立大学学長賞を受賞した。
2021年に浜松学院大学に転じ、現代コミュニケーション学部地域共創学科講師として、主に地方自治法（地方自治論）、行政法、社会保障政策、地域政策論、地域共創演習などの講義を担当してした。2022年には、共著が日本NPO学会賞・選考委員会特別賞を受賞。2023年には経済産業省のネクストイノベーター育成プログラム「始動」に全国の150人に選抜された。2024年4月から同大学准教授。2024年10月から静岡大学グローバル共創科学部グローバル共創科学科准教授。

## 研究
バックグラウンドには、経営学と行政学、イノベーション学があり、特に組織イノベーション、マネジメントサイクル、行政経営、社会的企業、ソーシャルビジネス、サードセクター、コミュニティなどの研究分野がある。また、2020年には、国際的な視点で社会的企業の制度や公的事業制度資金の可能性を論じた「国際的視点から見た社会的企業と公的事業制資金の制度設計に関する研究―日本の労働統合型非営利組織等における制度の有効性と再設計の可能性をめぐって―」が静岡県立大学学長賞を受賞した。学術団体としては、経営行動研究学会、日本行政学会、日本地域政策学会、日本都市学会、日本NPO学会などに所属。2022年には、『協働と参加ーコニュニティづくりのしくみと実践ー』晃洋書房（共著）が日本NPO学会賞・選考委員会特別賞を受賞。また、研究会等では、静岡県立大学客員共同研究員、RMO（地域運営組織）研究会（静岡県立大学）、移動支援研究会（静岡県立大学）、公共政策研究会などに所属して、共同研究を進めてきた。

## 書籍
- 坪井秀次（2024）『シン・イノベーション思考 イノベーターを生み組織を変革するヒント68』ごきげんビジネス出版
- 坪井秀次（2023）『失敗を防ぎ成功へ導くタイムスリップマネジメント　夢・目標が叶う未来に行く方法』ごきげんビジネス出版
- 坪井秀次（2021）「浜松市の中山間地域と集落支援型コミュニティビジネス―夢未来くんまの生きがいサロンを例として―」金川幸司・後房雄・森裕亮・洪性旭編著『協働と参加ーコニュニティづくりのしくみと実践ー』（共著） 晃洋書房 ＊日本NPO学会賞・選考委員会特別賞受賞

## 論文
- >坪井秀次

## 賞歴
- 2020年　静岡県立大学学長賞（博士学位論文）
- 2021年　浜松市天竜区長賞
- 2022年　日本NPO学会賞・選考委員会特別賞（共著）

## 主な社会的活動実績
- 大分県国東市組織づくりアドバイザー（2023〜2024）
- 浜松市議会議員政策顧問（2023〜）
- 神奈川県真鶴町長選挙立候補者選挙アドバイザー（2023）
- 静岡県立天竜高等学校　学校運営協議会委員（2023〜）

## メディア紹介等
- 中日新聞「創造的な社会探究　公務員から研究者に転身」2024月8月16日
- 静岡新聞「多様性の大切さ絵本に 浜松学院大生が制作 図書館に寄贈『元気づけられれば』」2024月5月23日
- 中日新聞「多様性 絵本で伝えたい 浜松学院大サークル制作、図書館などに寄付」2024月5月22日
- 静岡新聞「検証 浜松市予算案（上）区再編と中山間地域振興 多様な担い手 呼び込み」2024年2月15日
- 大分共同新聞「縦割り行政解消へ提言 国東市が復業アドバイザー」2023年12月6日
- PRTIMES「大分県国東市がAnother worksを通じ、2名の複業人材を採用！組織づくりアドバイザーと共創し、縦割り組織の脱却や職員の意識改革を目指す」2023年12月1日
- 中日新聞「魅力、やりがいインタビュー　公務員図鑑　浜松学院大ゼミ生作成　ネット公開」2023年11月9日
- 中日新聞「殺虫剤使わず・・・便利な虫取り機　商品化へ　浜松学院大学生が考案　来年2月めどに」2023年5月16日
- 中日新聞「浜松学院大学　SDGsテーマに絵本　サークル立ち上げ　思い熱く」2023年5月9日
- 静岡新聞「学生目線で製品提案　浜松学院大生　販売目指し企業とプロジェクト」2023年5月13日
- 静岡新聞「SDGs絵本で知って、学んで　市立図書館に寄贈　浜松学院大サークルが制作」2023年3月28日
- 静岡新聞「二俣の商店街“いこっと”散策アプリ２年かけ開発 浜松学院大生、店主らにPR」2023年2月2日
- 中日新聞「天竜・二俣に行こう　浜松学院大生がアプリを改良」2023年2月2日
- 朝日新聞「浜松市民　新区名に寄せる思い ― 落選した案に地域の特色」2022年9月24日
- 静岡新聞「天竜の活性化策「若者会議」提案　天竜校・浜松学院大」2022年7月27日
- 浜松ケーブルテレビ・ウィンディ「浜松山里・いきいきレポート（IKOTTOアプリ紹介）」2022年2月18〜20日
- FMHaro!「浜松山里・いきいきレポート（IKOTTOアプリ紹介）」2022年2月18〜19日
- 中日新聞「街の「いいね」アプリで紹介　浜松学院大生と天竜高生が制作」2022年2月2日
- 静岡新聞「アプリで巡る二俣町　浜松学院大、天竜高生が開発」2022年2月2日
- 時事通信社 iJAMP「商店街の回遊性向上へアプリ＝静岡県立天竜高と浜松学院大」2022年2月1日
- 中日新聞「お薦めの一冊 学生熱弁 天竜高生、ビブリオバトル学ぶ（連携講座「アウトプットを高める読書」）」2022年1月25日
- 中日新聞「商店街を応援 案内アプリ〜二俣訪れ魅力収集 学生ら作成へ〜」2021年5月18日

## 講演等
- 静岡県立天竜高校「産業社会×人間×シン・イノベーション思考」2024年10月22日
- 静岡県発明協会講演会「約8割の受講生が計画性の向上を実感！タイムスリップマネジメント（発明・知財編）」2024年6月19日
- 天竜さとやま交流会講演「イノベーション×天竜まちづくり」2024年4月27日
- 浜松市立光が丘中学校「タイムスリップマネジメント（地域の魅力再発見、生き方・キャリア編）2023年12月7日
- 浜松地域イノベーション推進機構「ものづくり企業向け デジタル経営セミナー in 浜松： タイムスリップマネジメントで実感！デジタル人材育成の失敗と成功」2023年10月11日
- 吉田町教育委員会シニアカレッジ「人生100年時代のタイムスリップマネジメント」2023年1月25日

- 浜松市立光明小学校「タイムスリップマネジメントワークショップ（本田宗一郎編）」2022年11月25日

- 浜松学院大学公開講座「約8割の受講生が計画性の向上を実感!人生100年時代のタイムスリップマネジメント」2022年11月5日
- 静岡県立天竜高等学校「タイムスリップマネジメントワークショップ（地域課題解決編、夢・目達成編）」2022年8月1〜2日